# هراندة
هراندة (بالفارسية: هرانده) هي قرية تقع في قسم شهر أباد الريفي في إيران. يقدر عدد سكانها بـ 415 نسمة بحسب إحصاء 2016.